# Deportivo Morón
Deportivo Morón je argentinski nogometni klub iz Moróna, ki igra v argentinski tretji ligi. Ustanovljen je bil leta 1946, domači stadion kluba je Stadion Francisco Urbano. 

## Moštvo sezone 2012/13
| Št. | Država    | Položaj | Igralec             |
| --- | --------- | ------- | ------------------- |
|     | Argentina | GK      | Alejandro Migliardi |
|     | Čile      | GK      | Jorge Sanzana Jara  |
|     | Argentina | GK      | Diego Ezquerra      |
|     | Argentina | DF      | Cristian González   |
|     | Argentina | DF      | Juan Pablo Rochi    |
|     | Argentina | DF      | Antonio Pérez       |
|     | Argentina | DF      | Joel Bravo          |
|     | Argentina | DF      | Gustavo Echeverría  |
|     | Argentina | DF      | David Reano         |
|     | Čile      | DF      | Camilo Lehnebach    |
|     | Argentina | DF      | Daniel Cerruti      |
|     | Argentina | DF      | Guillermo Báez      |
|     | Argentina | DF      | Sebastián Lamacchia |
|     | Argentina | MF      | Carlos Escudero     |
|     | Argentina | MF      | Maximiliano Aráoz   |
|     | Argentina | MF      | Luis Ferreyra       |

| Št. |           | Položaj | Igralec                   |
| --- | --------- | ------- | ------------------------- |
|     | Argentina | MF      | Nicolás Sánchez           |
|     | Argentina | MF      | Hernán Lillo              |
|     | Argentina | MF      | Gustavo Velázquez         |
|     | Argentina | MF      | Jonathan La Rosa          |
|     | Argentina | MF      | Ezequiel Zelaya           |
|     | Argentina | MF      | Nahuel Chacón             |
|     | Argentina | MF      | Gerardo Martínez          |
|     | Argentina | MF      | Hernan Bruno              |
|     | Čile      | MF      | Pablo Reyes               |
|     | Čile      | MF      | Carlos Villarroel         |
|     | Argentina | FW      | Pablo Acosta              |
|     | Argentina | FW      | Ignacio Bilbao            |
|     | Argentina | FW      | Damián Akerman            |
|     | Čile      | FW      | Pablo Javier Cardenas     |
|     | Argentina | FW      | Cristian Andrés Campozano |
|     | Argentina | FW      | Mauro Conocchiari         |

- POMEN KRATIC:

(GK= Vratar , DF= Branilec , MF= Vezni igralec , FW= Napadalec) 

## Predsedniki kluba
| - 1947-1948 - Filiberto Ferrante - 1948-1949 - Miguel Piantoni - 1949-1950 - Alejandro Imposti - 1950-1952 - Vicente Natera - 1952-1953 - Alfredo Guerrieri - 1953-1954 - Lorenzo Capelli - 1957-1958 - Juan Káiser - 1958-1959 - Francisco Acosta Ramírez - 1959-1964 - Francisco Urbano - 1964-1966 - Víctor Ramallo - 1966-1968 - Francisco Urbano - 1968-1971 - Virgilio Machado Ramos - 1971-1972 - Manuel Aguirre - 1972-1973 - Francisco Urbano | - 1978-1980 - José Luís Capurro - 1980-1984 - Virgilio Machado Ramos - 1984-1986 - José Luis Capurro - 1986-1987 - Rubén Grosso - 1987-1993 - Virgilio Machado Ramos - 1993-1996 - Hugo Toschi - 1996-1997 - Néstor Achinelli - 1997 - Hugo Toschi - 1997-2000 - Juan Jorge Ruiz - 2000-2001 - Alberto Samid - 2001-2004 - Roque Capricciuolo - 2004-2010 - Alberto Meyer - 2010-danes - Jorge Ruiz |

## Nekdanji znani igralci
- Renato Corsi (1993–94)
- Hugo Campagnaro (1998-02)
- Sebastián Peratta (1999-03)
- Román Martínez (2000–03)
- Juan Mercier (2002–04)
- Mariano Seccafien (2002–06), (2009)
- Jean-Jacques Pierre (2003–04)
- Damián Akerman (2003–04), (2005–06), (2007–09), (2010-)
- Agustín De La Canal (2004–05)
- Javier Grbec (2005–07) in (2009)
- Ariel Zárate (2005–06)
- Fernando Zagharián (2005–06)
- Diego Perotti (2006–07)
- Ricardo Pradines Sanchez (2008–09)
- Marcos Santiesteban (2008–09)